# Morulina multatuberculata
Morulina multatuberculata är en urinsektsart som först beskrevs av William Higgins Coleman 1941.  Morulina multatuberculata ingår i släktet Morulina och familjen Neanuridae. Inga underarter finns listade i Catalogue of Life.